# Cine pornográfico

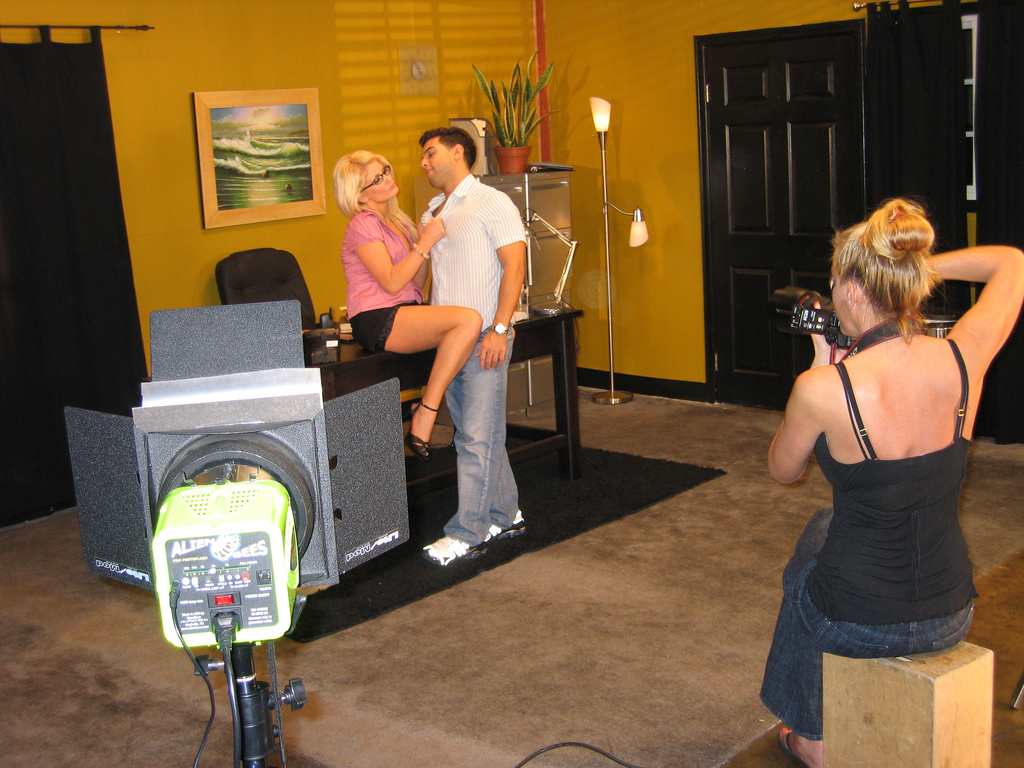
En el set de una película pornográfica.

El cine pornográfico (también, cine porno, cine X, cine XXX o cine para adultos, entre otros) es aquel en el que el tema central es mostrar explícitamente los genitales mientras se realiza el acto sexual y cuyo propósito es el de excitar al espectador.
Estados Unidos es el mayor productor de cine para adultos a nivel mundial, y su epicentro se halla en el área conocida como San Fernando Valley, también conocida como The Valley o Porn Valley, situado en la ciudad de Los Ángeles (California), también conocida como la «capital mundial del porno». En el 2005, la facturación de la industria del cine para adultos estadounidense superó notablemente a la de la industria cinematográfica convencional de Hollywood. Estados Unidos es el mayor país consumidor y productor de pornografía en el mundo. La película pornográfica estadounidense más conocida es probablemente Garganta profunda.
También existen dibujos animados pornográficos, de los que destacan los de producción japonesa, conocidos como hentai.[cita requerida]

## Historia

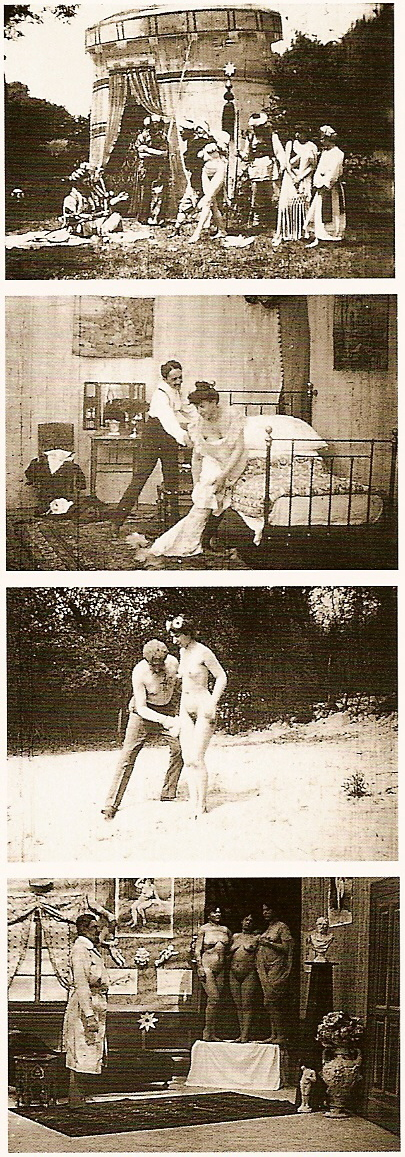
Imágenes de un filme erótico austriaco de 1906.

### Primeros ejemplos
William Kennedy Dickson, mientras trabajaba para Thomas A. Edison, inventó la primera película celuloide práctica y trabajó en la creación del quinetoscopio, una máquina que mostraba de forma continua en forma de bucle la película que él mismo había desarrollado, iluminada por una fuente luminosa de Edison. Dickson abandonó la compañía de Edison para producir el mutoscopio, una máquina que proyectaba una película con la ayuda de una manivela. Estas máquinas producían imágenes en movimiento a través de un tambor giratorio que contenía tarjetas ilustradas, tomadas de una porción real de película. A menudo las secuencias eran caracterizadas en la costa, mostrando mujeres desnudándose o actuando como modelos. En Gran Bretaña, estas máquinas se conocieron como «Lo que el mayordomo vio», tomando el nombre de uno de los primeros y más famosos rollos de softcore.
La idea de proyectar una película en movimiento sobre una pantalla delante de la audiencia fue una idea europea. En 1895 y 1896, Auguste y Louis Lumière y Robert W. Paul realizaron la primera demostración pública de un proyector de imágenes en movimiento.
Casi de inmediato después de que el medio se inventara, empezaron a producirse películas pornográficas. Dos de los pioneros fueron Eugène Pirou y Albert Kirchner, los cuales dirigieran la primera cinta pornográfica de la que se tiene constancia, con el nombre de Lèar. La película de 1896 Le Coucher de la Mariée mostraba a Mademoiselle Louise Willy realizando un estriptis. La película de Pirou inspiró un género de atrevidas películas francesas mostrando mujeres desnudándose cuando otros productores de cine se dieron cuenta del potencial comercial.
Dado que las actividades de productor pornográfico de Pirou son casi desconocidas, el crédito de ser la primera obra porno se le atribuye a menudo a otras películas. En Black and White and Blue (2008), uno de los más profundos intentos de documentar los orígenes del intercambio clandestino de cine para adultos, Dave Thompson recopila evidencias de que la industria del cine porno surgió en los burdeles de Buenos Aires y otras ciudades de Sudamérica hacia comienzos del siglo XX, extendiéndose rápido por Europa central en los años siguientes; sin embargo, no existen copias de esas películas. Según Patrick Robertson en Film Facts, la primera película pornográfica de la que se conoce fecha exacta es A L'Ecu d'Or ou la bonne auberge, filmada en Francia en 1908; la historia presenta a un exhausto soldado que tiene una cita con una doncella en una posada. La argentina El Sartorio podría ser incluso más antigua; se estima que fue rodada en algún momento entre 1907 y 1912. Robertson también destaca que «las películas más viejas que han sobrevivido hasta nuestros días se encuentran en la America's Kinsey Collection». Una proyección demuestra cómo se establecieron las convenciones de las primeras obras pornográficas. La película alemana Am Abend (1910) es «una película que comienza con una mujer masturbándose sola en su habitación, que enlaza con escenas de ella misma practicando sexo vaginal, oral y anal con un hombre».
El cine porno se expandió mucho en la época del cine mudo de los años 1920, siendo proyectadas en burdeles. Convertidas en ilegales en poco tiempo, las películas para adultos, o películas azules, fueron producidas en forma clandestina por aficionados durante mucho tiempo a partir de los años 1940. El procesado consumía un tiempo y recursos considerables, con individuos usando sus bañeras para lavar la película cuando las instalaciones de procesado (a menudo ligadas al crimen organizado) no estaban disponibles. A partir de ahí, las cintas circulaban de forma privada entre propietarios, bajo pena de prisión en caso de ser descubierto viendo una de estas proyecciones o teniéndola en posesión.
La posguerra vio avances que estimularon el crecimiento de este mercado. Los desarrollos tecnológicos, en especial la introducción de los nuevos formatos de 8 mm y Super-8, resultaron en una difusión del cine aficionado o cine amateur, y en consecuencia aparecieron emprendedores para proveer el mercado del cine lujurioso. En Gran Bretaña, las producciones de Harrison Marks eran softcore, pero consideradas subidas de tono en los años 1950. En Europa, las películas eran más explícitas. Lasse Braun fue un pionero en las producciones a color de calidad, las cuales fueron distribuidas gracias a los privilegios diplomático de su padre.

### Años 1960
En los años 1960 algunas actitudes sobre la representación de la sexualidad comenzaron a cambiar. Películas europeas como I Am Curious (Yellow) (1968) del sueco Vilgot Sjöman y Language of Love (1969) mostraban escenas sexuales explícitas, aunque se clasificaban como cuasi-documentales, lo que hacía su estatus legal confuso.
En 1969, Dinamarca se convirtió en el primer país en legalizar la pornografía hardcore, y pronto comenzaron a producirse películas argumentales con escenas sexuales, a menudo con un carácter cómico, como en Bordellet (1972) y I Jomfruens tegn (1973), protagonizadas por actores generalistas y no calificadas como películas porno, a pesar de incluir alto contenido sexual. También en 1969 se la legalizó en los Países Bajos, lo que condujo a una explosión del porno producido comercialmente. Ahora que pornógrafo era una ocupación legítima, no había problema alguno en que los emprendedores invirtieran en equipo para redirigir el producto hacia una comercialización masiva, de coste reducido, pero con calidad. Grandes cantidades de esta nueva pornografía, tanto en formato película como revista, terminaron en otras partes de Europa a través del contrabando, vendiéndose clandestinamente o, en ocasiones, hasta exhibiéndose en clubes elitistas.

### Años 1970
La progresiva relajación legislativa permitió que en los años 1970 se produjese un crecimiento de los cines calificados X en numerosos países. Al mismo tiempo, proliferaron cabinas de monedas en sex shops que reproducían escenas de películas en forma de bucle.
Se considera que la primera película explícita pornográfica con argumento que recibió una distribución masiva en los Estados Unidos fue Mona la ninfa virgen, una cinta de 59 minutos de 1970 protagonizada por Bill Osco y Howard Ziehm, quienes a continuación producirían la de alto presupuesto, película de culto Flesh Gordon, hardcore o softcore según la versión.
La película de 1971 Boys in the Sand trajo novedades. Por un lado, fue la primera generalizada de cine pornográfico gay. Fue la primera en incluir créditos en pantalla para el reparto y el equipo de producción (mayoría de pseudónimos), en parodiar el título de una película de cine convencional (en este caso, The Boys in the Band), y en ser analizada por The New York Times. Otras películas hardcore estadounidenses significativas de la época son Garganta profunda (1972), Detrás de la puerta verde (1972), The Devil in Miss Jones (1973), The Opening of Misty Beethoven de Radley Metzger (1975) y Debbie Does Dallas (1978).
En Nueva York, la obra de Gerard Damiano, Garganta profunda tomó especial relevancia, y una razonable aceptación popular, dando nacimiento al término porno chic, reconocido como una tendencia cultural. Ciertos sectores predijeron que la representación explícita del sexo se convertiría en algo común en los años siguientes, pero la sociedad no llegó a aceptar dicho cambio, manteniéndose en una postura más conservadora. William Rotsler afirmó al respecto en 1973 que «Las películas eróticas están aquí para quedarse. En algún momento, se integrarán en películas generalistas y desaparecerá como una subdivisión cinematográfica. Nada puede pararlo». En Gran Bretaña, sin embargo, Deep Throat no fue aprobada en su versión sin cortes hasta 2000, y no fue reproducida hasta junio de 2005.
Un importante caso legal en los Estados Unidos fue el de Miller contra California, en 1973. El veredicto estableció que la obscenidad no tenía protección legal, pero también impuso el test Miller, una serie de pruebas para diferenciar obscenidad (ilegal en Estados Unidos) de indecencia (que puede ser legal o ilegal).

### Años 1980
Con la aparición de los grabadores de vídeo domésticos a finales de los años 1970 y principios de los 80, la industria cinematográfica experimentó un crecimiento masivo, y dio a luz a estrellas del cine adulto como Ron Jeremy, Christy Canyon, Ginger Lynn, John Holmes y Traci Lords, y directores como Gregory Dark. Para 1982, la mayoría de las películas pornográficas eran editadas en formato cinta, mucho más económico. Numerosos directores se resistieron a este cambio al principio a causa de la diferente calidad de imagen ofrecida por el videocasete, resultando beneficiados aquellos que antes se adaptaron, que se hicieron con buena parte del mercado en tanto en cuanto los consumidores se decidieron en masa por el nuevo formato. El cambio tecnológico fue rápido, y la mayoría de los directores se dieron cuenta de que continuar rodando en película había dejado de ser una opción rentable. Este cambio trajo consigo un cambio mayor, al trasladar las películas desde las salas de cine a los hogares de la gente, lo cual significó el fin de la era de producciones de gran presupuesto y la pornografía de amplio espectro. En poco tiempo, la industria se regresó a sus raíces y se expandió rápidamente para cubrir cualquier fetiche posible, aprovechando el bajo coste de producción. Se pasó de cientos a miles de películas rodadas al año, incluyendo compilaciones de las mejores escenas sexuales de varias producciones. El consumidor no solo pasó a poder disfrutar de la pornografía en el confort y la intimidad de su propio hogar, sino que además podía elegir entre un amplio catálogo para satisfacer sus fantasías y fetiches.
Asimismo, la cámara de vídeo supuso otra revolución en el cine pornográfico en la década de los 80, al permitir a la gente rodar sus propias películas amateur con alto contenido sexual, bien para uso privado o para una distribución mayor.
Entre otras cosas, la derrota de Sony Betamax frente a VHS en la guerra de formatos de cinta se atribuye a la elección por parte de la industria pornográfica del formato VHS en lugar del técnicamente superior sistema de Sony.
En 1987 tuvo lugar un importante suceso legal en los Estados Unidos cuando se legalizó la pornografía hardcore a consecuencia del resultado del juicio del estado de California contra Freeman. Irónicamente, la persecución de Harold Freeman fue la primera de una serie de demandas planeadas de antemano para intentar ilegalizar dichas películas.

### Años 1990
El mundo del porno se vio sacudido por la expansión de dos tecnologías en los años 1990: el DVD e Internet.
El DVD ofrecía mejor calidad de imagen y sonido, y fue recibido por los pornógrafos con el mismo entusiasmo con el que fue recibido por los grandes estudios de Hollywood y los consumidores. Asimismo, el DVD introdujo innovaciones como los vídeos interactivos, permitiendo al usuario seleccionar finales alternativos, múltiples ángulos de cámara y contenidos extra para ordenadores.
Sin embargo, Internet es probablemente la causante de los mayores cambios en la distribución de pornografía desde que esta existe: en lugar de comprar una película en un establecimiento en persona, o realizar un pedido por correo, la gente pasó a poder ver películas pornográficas en sus ordenadores. En lugar de esperar semanas para que un pedido llegase, con Internet es posible descargar una película en unos minutos.
La pornografía en Internet se distribuye a través de varios canales, principalmente vía sitios de pago, servicios de almacenamiento de vídeo y redes peer-to-peer. Aunque la pornografía era motivo de intercambio en Internet desde los años 1980, fue la invención de la World Wide Web en 1991, así como la apertura de la red de redes al público general, lo que condujo a la explosión del porno en línea. Al igual que las cintas y los DVD, Internet se ha ratificado como un medio inmensamente popular de distribución, especialmente debido al anonimato que brinda al usuario, que puede disfrutar de contenidos de alto contenido sexual en la comodidad y privacidad de su hogar, abriendo así este mercado a gente que, de otra forma, tendría vetado el acceso por restricciones legales o sociales.
Una consecuencia inmediata del crecimiento del porno en Internet, fueron las dificultades legales en cuanto a casos de obscenidad, en tanto en cuanto las leyes varían entre diferentes estados o países, incluso sin existir dichas discriminaciones en la red.
Algunos directores importantes de esta década son Viv Thomas, Paul Thomas, Andrew Blake y Antonio Adamo.
En 1998, la productora danesa nominada a los Oscar, Zentropa, se convirtió en la mayor primera compañía de cine convencional en producir abiertamente películas pornográficas hardcore, comenzando con Constance. El mismo año también produjo Los idiotas, dirigida por Lars von Trier, la cual ganó varios premios internacionales y fue nominada a la Palma de Oro en Cannes. Esta película incluía una secuencia de ducha mostrando una erección masculina y una escena de una orgía con primeros planos de penetración (con la cámara enfocada desde los tobillos de los participantes). Los idiotas inició una oleada de nuevas películas convencionales representando imágenes de sexo explícito, como Romance, de Catherine Breillat, protagonizada por la estrella porno Rocco Siffredi.
En 1999, la emisora danesa Kanal København comenzó a emitir películas hardcore en horario nocturno, sin decodificar y disponibles en abierto para cualquier televidente en la zona de Copenhague (a fecha de 2009, aún continúan dichas emisiones, cortesía de Innocent Pictures, compañía creada por Zentropa).

## La industria porno
La industria global del cine pornográfico está dominada por los Estados Unidos, siendo la zona de Valle de San Fernando, a las afueras de Los Ángeles, el corazón de la misma. Con esto en consideración, la mayor parte de las cifras respecto al tamaño de esta industria se refieren exclusivamente al país norteamericano.

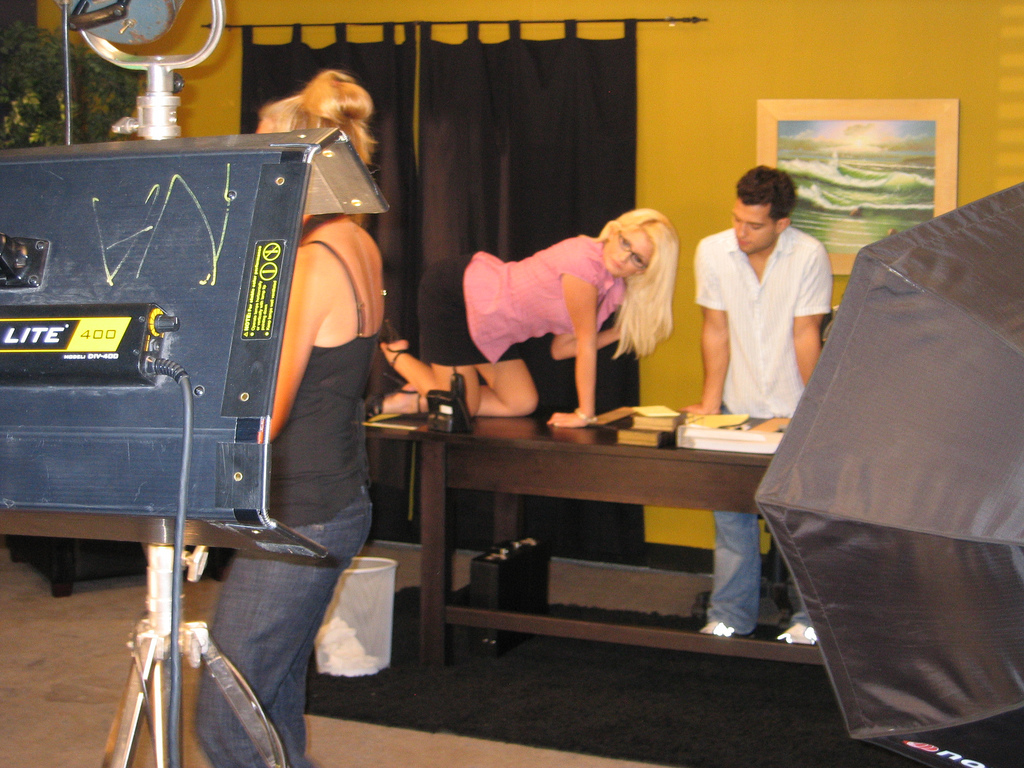
Grabación de una película pornográfica.

En 1975, se estimó que el valor total de toda la pornografía hardcore en los Estados Unidos se encontraba entre 5 y 10 millones de dólares. La revisión del código penal federal de 1979 (Revision of the Federal Criminal Code) afirmó que «solo en Los Ángeles, el negocio del porno produce 100 millones de dólares brutos anuales de beneficios». De acuerdo con la Comisión del fiscal general en Pornografía de 1986 (Attorney General's Commission on Pornography), la industria de ocio adulto estadounidense ha crecido considerablemente durante los últimos treinta años a través de un proceso de continuo cambio y expansión hacia nuevos mercados, aunque la producción se considere de bajo coste y clandestina.
Las cifras recientes (1998-2008) de ingresos del entretenimiento para adultos se calculan a menudo sobre los 10 o 13 mil millones de dólares, de los cuales 4 o 6 mil millones serían legales. Estos cálculos se atribuyen frecuentemente a un estudio de Forrester Research, y fueron rebajados en 1998. En 2007, la publicación The Observer también acreditó una cifra de 13 mil millones. Otras fuentes, citadas por Forbes (Adams Media Research, Veronis Suhler Communications Industry Report y IVD), e incluyendo todo tipo de posibles productos (emisoras de vídeo, pay-per-view en cable y satélite, sitios web, películas en hoteles, sexo telefónico, juguetes sexuales y revistas) mencionan cifras sobre los 2600 y 3900 millones de dólares (sin contar telefonía móvil). USA Today afirmó en 2004 que sitios web como Danni's Hard Drive y Cybererotica.com generaron ese mismo año unos ingresos de 2000 millones de dólares, alrededor del 10 % de todo el mercado pornográfico doméstico del momento. Los beneficios de las películas para adultos (ventas y alquiler) fueron estimados por AVN Publications en 4300 millones, aunque no son claras las fuentes de dicha cifra. Según los datos de Forbes en 2001, los ingresos anuales se clasifican en:

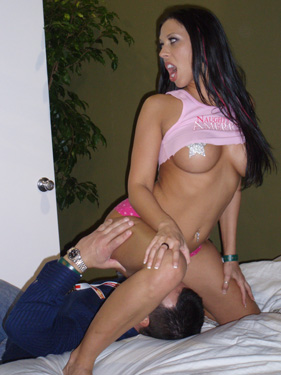
La pornstar Rachel Starr durante el rodaje de una película pornográfica.

- Vídeos pornográficos, entre 500 y 1800 millones de dólares
- Internet, 1000 millones de dólares
- Revistas, 1000 millones de dólares
- Pay-per-view, 128 millones de dólares
- Telefonía, 30 millones de dólares[9]

La Online Journalism Review, publicada por la Annenberg School of Communication en la Universidad del Sur de California, apoyó con un análisis las cifras ofrecidas por Forbes. Las cifras en cuestión de pornografía distribuida en hoteles es difícil de estimar, ya que los hoteles guardan dichas estadísticas para uso interno o, directamente, no las guardan. Un reportaje de CBS News en noviembre de 2003 desveló que el 50 % de los clientes de las cadenas de hoteles Hilton, Marriott, Hyatt, Sheraton y Holiday Inn compraron películas pornográficas, llegando al 70 % de beneficios en servicio de habitaciones. Los ingresos por telefonía son bajos comparados con otros países. La ausencia de sistemas de control parental ha mantenido apartados a los estadounidenses del uso de teléfonos móviles para acceder a contenidos explícitos.
El mayor estudio de producción de cine para adultos del mundo, Vivid Entertainment, genera unos ingresos de 100 millones de dólares anuales, distribuyendo unas 60 películas anuales y vendiéndolas en establecimientos, habitaciones de hotel, redes de cable e Internet. El estudio Private Media Group, localizado en España, se encuentra listado en el NASDAQ. Los vídeos de alquiler pasaron de algo menos de 80 millones en 1985 a 500 millones en 1993. Algunas subsidiarias de grandes corporaciones se encuentran también entre los mayores vendedores de pornografía, como Direct TV, propiedad de News Corporation. Comcast, la mayor compañía de cable de Estados Unidos, estima en 50 millones los ingresos procedentes de la programación para adultos. Los ingresos de otras compañías más famosas del sector, como Playboy y Hustler, fueron inferiores en comparación.

## Subgéneros pornográficos
Aunque básicamente presenten sexo, lujuria y erotismo, las películas pornográficas tienen diferentes maneras de hacerlo para el gusto del aficionado. Según si muestra o no los genitales masculinos:
- Softcore se refiere a la pornografía en donde la actividad sexual es simulada (a excepción de la masturbación), o aquella en la cual hay sexo real pero nunca se ven los genitales en acción (efecto que se logra cambiando el ángulo de visión de la cámara);
- Hardcore, por el contrario, sí se filma (o fotografía) la penetración, se ven los órganos genitales y muchas veces se hace el acto sexual de manera más salvaje de lo habitual.

Hay dos clasificaciones importantes en el cine porno[cita requerida] Gonzo y Feature o argumental:
- Gonzo: Dícese de aquella película en la que no se busca un interés por la historia narrada, sino que únicamente lo importante es filmar el acto sexual de manera explícita.

Un dato importante es que en el género Gonzo siempre participa en la escena el propio cámara.
- Argumental (o Feature): Es aquel cine porno en el cual hay una producción complicada, con guion, personajes, encabezamiento nudo y desenlace. Es una película normal en la que el sexo está presente y visible.

Por otro lado, en esta última clasificación puede encontrarse también el hentai, un subgénero de anime sexualmente explícito con escenas de sexo y complicados argumentos.

### Pornografía según edad
- Lolicon es el anime pornográfico en que aparecen imágenes de personajes que aparentan ser niñas.
- Mature o MILF (maduras), en este porno las mujeres suelen tener una edad mayor a la habitual, llegando incluso en los casos extremos, a ser protagonizado por personas de avanzada edad.
- Teen (adolescente), también conocido como barely legal (apenas legal), son actores o actrices o modelos pornos muy jóvenes, siempre de 18 años recién cumplidos (edad autorizada por la ley) y aparentan ser muy jóvenes. En las películas se buscan escenarios como cuartos de chicas, de chicos y estereotipos de adolescentes, además de usar vestuarios para crear fantasías y llamar la atención de los jóvenes y adultos que buscan nuevas experiencias.

Finalmente estaría el Alt porn o Porno alternativo.

## Porno, condones e ITS
En los años 1980, un brote de VIH llevó a la muerte prematura de varios actores eróticos, incluyendo John Holmes, Wade Nichols, Marc Stevens, Al Parker y Lisa de Leeuw, entre otros. Estos hechos provocaron la creación de la Fundación Médica para la Industria del Cine Adulto (AIMHCF, Adult Industry Medical Health Care Foundation en inglés), que colaboró en la generación de un sistema en los Estados Unidos, a través del cual los actores eróticos se someterían a pruebas de VIH cada 30 días. Todos los contactos sexuales son registrados, y la aparición de un caso positivo hace que todos los individuos relacionados en los últimos 3-6 meses sean localizados y retesteados. El uso del condón se convirtió en un estándar en películas cuya temática incluyese el sexo anal sea este heterosexual u homosexual. Los casos de sida en la industria pornográfica se han reducido notoriamente en los últimos años gracias a estas medidas, aunque existe discordancia acerca de estos datos y se cree que hay casos de los que no se tiene constancia.
En abril de 2004, una oleada de pánico sacudió la industria estadounidense de porno heterosexual, cuando dos actores porno dieron positivo por VIH en California, principal lugar de producción porno en el país. La industria aceptó voluntariamente el cese de producción durante 30 días mientras se solucionaba el asunto, aunque inicialmente se planeó una moratoria de 60 días.
Dos actores, Darren James y Lara Roxx, resultaron inicialmente positivos, siéndoles prohibida cualquier producción de contenido sexual explícito. Alrededor de sesenta actores que habían mantenido contacto con James y Roxx dejaron de trabajar hasta que la siguiente ronda de pruebas de sida se completase y les liberara de sospechas. Al final de la moratoria, un total de cinco actores fueron diagnosticados con el virus: un hombre y cuatro mujeres (Miss Arroyo y Jessica Dee, además de Roxx), incluyendo una mujer transexual.
Se cree que James contrajo probablemente el virus durante el rodaje de una película en Brasil, transmitiéndoselo a las otras mujeres, salvo la actriz transexual, que fue considerado un caso no relacionado. Roxx se mostró sorprendida por la noticia, creyendo que los actores porno eran más sanos que el público general. La AIMHCF asegura que los porcentajes de ETS en actores de películas para adultos, según sus rutinas de pruebas, es un 80 % inferior al del público general. Sin embargo, según el Departamento de Salud Pública de Los Ángeles, los datos son bien diferentes, y se estima que las infecciones por ETS como la gonorrea o la clamidia, son superiores en los actores de cine para adultos.
A causa de este brote, el gobierno del estado de California consideró la regulación de la industria. Hubo quien propuso el uso obligatorio del preservativo en escenas explícitas, aunque la recepción de dicha idea fue mayoritariamente contraria. Por un lado, se alegó que algunos actores rechazaban el uso del condón; por otro lado, se argumentó que la medida produciría un descenso de las ventas, ya que los pornógrafos tampoco aceptan su uso en las películas. También se comentó que en caso de regularse el uso del preservativo, probablemente surgiría una industria underground, en la cual no podría realizarse el exhaustivo control de pruebas de la AIMHCF.
En 2007, un estudio realizado por el Departamento de Salud Pública de Los Ángeles (principal centro de producción de pornografía en Estados Unidos), arrojó que solo un 17 % de los actores hacían uso habitual del condón durante la filmación de películas. Aunque destacaron la labor de la AIMHCF, también declararon que los controles no prevenían la aparición de nuevos casos, sino que solo controlaban la expansión de los brotes.
En junio de 2009, la AIMHCF informó de otro caso positivo por sida, aunque al parecer la infección no se produjo durante el desempeño de la profesión, sino en la vida privada de la actriz. Desde el sistema sanitario de Los Ángeles se aseguró que existían 16 casos de VIH no sin informes oficiales en la industria de cine para adultos. La AIMHCF se defendió alegando que dichos casos no involucraban a actores de las compañías que seguían sus protocolos de pruebas, sino a personas ajenas a la industria que también usaban sus servicios o individuos intentando trabajar como actores pornográficos, pero que nunca llegaron a hacerlo debido al positivo en VIH u otras ETS.
En Francia se prohibió por ley la proyección en televisión de películas pornográficas en las que no se utilizara el preservativo.
En Brasil el uso del condón está generalizado en la producción de cine pornográfico.
Por otro lado, el sector de cine porno gay también se muestra partidario del uso del preservativo en las producciones que incluyan relaciones sexuales explícitas.

## Regulación y censura
Según un reportaje de investigación sobre la pornografía comercial en internet realizado en 2022, la decisión de qué contenidos pornográficos son legítimos y cuáles están censurados está en manos de Visa y Mastercard. Estas dos empresas, que son la primera y tercera mayores emisoras de tarjetas de crédito del mundo, publican unas reglas generales que deben hacer cumplir las empresas que procesan los pagos de cada web porno. Si dichas webs publican contenido inapropiado, Visa o Mastercard les retiran el derecho a cobrar a sus usuarios.
Entre los contenidos prohibidos se encuentran, por ejemplo:
- el sexo con personas dormidas o hipnotizadas
- la sangre (lo cual ha llevado a prohibir cualquier imagen de menstruación)
- el sexo entre humanos y animales antropomórficos (furries)
- la aplicación a alienígenas y otros seres imaginarios de tratos que se considerarían vejatorios para humanos

Hasta 2016 también estuvieron prohibidas las lluvias doradas pero la prohibición se levantó cuando Donald Trump negó públicamente haber tomado parte en una.